# In rotta per Bisanzio
In rotta per Bisanzio è il terzo album della Compagnia dell'Anello, il primo registrato in studio dai tempi di Terra di Thule (1983). Apparso nel 1990, è caratterizzato da sonorità celtiche e, a parte alcune canzoni, da temi medioevaleggianti.

## Tracce
1. Al largo della laguna
2. In rotta per Bisanzio
3. Canto di un cavaliere errante
4. Gahel
5. Lhasa
6. La nave
7. Anni di porfido
8. Giornate di settembre
9. Bag pipe march

## Formazione
- Mario Bortoluzzi - Cantante